# Daniele Meocci

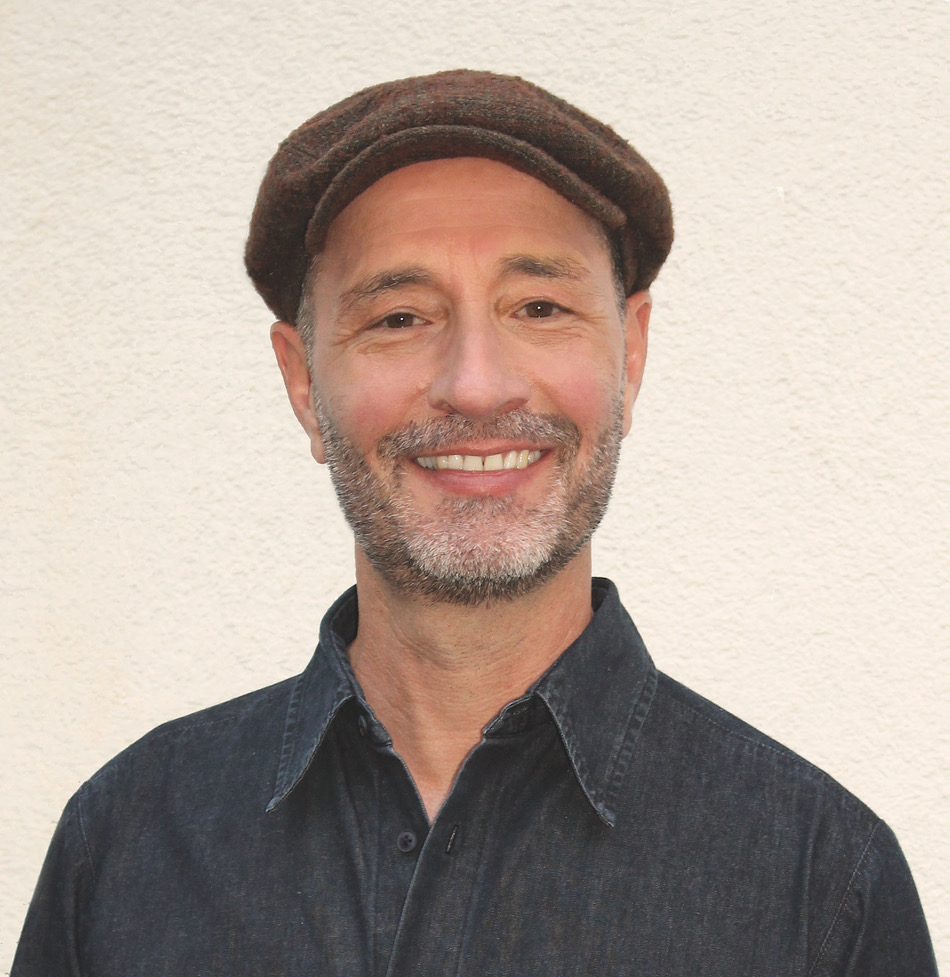
Daniele Meocci 2020

Daniele Meocci (* 29. August 1964 in Bern) ist ein deutschsprachiger schweizerischer Schriftsteller, der in der näheren Umgebung von Bern lebt.

## Biografie
Daniele Meocci ist ein erfahrener Kinder- und Jugendbuchautor, der seit Jahren junge Leserinnen und Leser begeistert – in der Schweiz und darüber hinaus. Nach seiner Ausbildung zum Lehrer arbeitete er zunächst als Grundschullehrer und eine Zeit lang sogar als Fährmann an der Aare. Dort, zwischen Rudern und Wasserplätschern, entstanden die ersten Geschichten.
Seine frühen Werke erschienen als Comics in Zeitschriften wie Strapazin. Mit der Kurzgeschichte „Auf und davon“ (Cosmos Verlag) gewann er 1996 einen Literaturpreis. Ein prägendes Studienjahr am Deutschen Literaturinstitut in Leipzig im Jahr 1998 legte den Grundstein für seine Laufbahn als Kinderbuchautor.
Die Idee für sein erstes Kinderbuch kam direkt aus dem Schulalltag: Nach einer Sportstunde zog nämlich ein kleines Monster in die Umkleideräume ein. Begeistert forderten die Kinder immer neue Geschichten – so entstand „Ksss! - Lise, Paul und das Garderobenmonster“.
Heute schreibt Daniele Meocci vor allem Bilderbücher, Erstlesebücher und Kinderromane – fantasievolle Geschichten voller Abenteuer, Humor und wichtiger Themen, die Mut, Teamgeist und Toleranz fördern. Neben dem Schreiben unterrichtet er zwei Tage die Woche, gibt Erzählkurse und besucht mit über 100 Lesungen jährlich Schulen und Bibliotheken in der ganzen Schweiz. Seine Geschichten bringen Kinder zum Lachen, Staunen und Nachdenken – und bleiben lange in Erinnerung.

## Werke
- Ksss! – Lise, Paul und das Garderobenmonster, Kinderbuch, Orell Füssli 2015, ISBN 978-3-280-03472-9
- Maunzer – Klara, Wolle und das Garderobenmonster, Kinderbuch, Baeschlin 2018, ISBN 978-3-85546-338-1
- Eine Murmel für Kaua, SJW 2019, ISBN 978-3-7269-0176-9
- Bruno das Umarmehörnchen, Bilderbuch, Baeschlin 2019, ISBN 978-3-03893-012-9
- Ksss! – Lise, Paul und das Garderobenmonster, Taschenbuchausgabe, Orell Füssli 2019, ISBN 978-3-280-08021-4
- Aktion Klimaschock, Jugendbuch, da bux 2020, ISBN 978-3-906876-16-0
- Wichtel in Not – Klara, Wolle und die verschwundene Mütze, Kinderbuch, Baeschlin 2020, ISBN 978-3-85546-370-1
- Huch! Wer piepst denn da?, Bilderbuch, Auzou, 2024, ISBN 978-3-907295-62-5
- Kuschelmaus ist weg!, Bilderbuch, Baeschlin 2024, ISBN 978-3-03893-083-9
- Hühner streicheln und Zoff mit Knuffel, Baeschlin 2025, ISBN 978-3-85546-428-9

## Mitgliedschaften
- Mitglied bei Autillus, Verein Kinder- und Jugendbuchschaffender, Schweiz.
- Mitglied bei Prolitteris
- Mitglied beim Berner Schriftstellerinnen und Schriftstellerverein BSV